# Hanna-Barbera

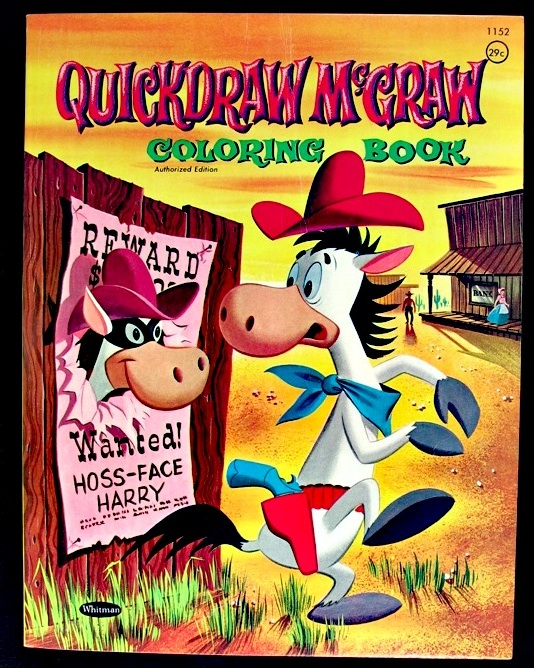
Quickdraw McGraw.

Hanna-Barbera Productions, Inc., o simplement Hanna-Barbera, és el nom d'un estudi d'animació creat per William Hanna i Joseph Barbera, actiu des del 1957 i absorbit el 2001 per Warner Bros (si bé abans ja s'havia fusionat amb Cartoon Network Studios).
L’associació entre William Hanna i Joseph Barbera va ser una de les més duradores del cinema d’animació. Van començar a col·laborar el 1937 quan tots dos treballaven als estudis de la Metro-Goldwyn-Mayer (MGM). Els seus dibuixos animats eren famosos per l'humor irònic i la varietat d'efectes sonors que els acompanyaven, tot i que alguns van ser criticats per la baixa qualitat i repetició de les seues animacions, sobretot pel que fa als escenaris.
El 1940, el productor Fred Quimby els va encarregar la creació de dos personatges nous: un gat irascible, però inofensiu i un ratolí molt llest. Així va néixer la sèrie Tom i Jerry, de la qual es van realitzar més de 100 episodis. Gràficament, els dibuixos de la sèrie seguien l'estil dels dibuixos de The Walt Disney Company, però amb un plus d'ironia i malicia. El dibuix, no sempre excel·lent, quedava compensat pels guions, plens de gags enginyosos, i el ritme trepidant del muntatge. Set episodis de la sèrie van obtenir un Oscar, com ara, Mouse Trouble (1944), The Cat's Concerto (1946) o The Two Mouseketeers (1951).
El 1957 Hanna i Barbera van fundar la seva pròpia companyia Hanna-Barbera Productions, Inc. i van crear algunes sèries memorables com The Yogi Bear Show, The Huckleberry Hound Show o Els Picapedra. Gràcies a tècniques d’organització industrial la nova companyia va aconseguir produir un elevat nombre de pel·lícules. L'equip de dibuixants el formaven més de quatre-centes persones i feien servir un sistema, en què cada situació, expressió o moviment d'un personatge es corresponia amb un número. Així, qualsevol història podia créixer molt ràpidament, combinant els números en seqüències i afegint els retocs necessaris. Altres dels seus grans èxits van ser Pac-Man: The Animated Series, Shirt Tales, The Gary Coleman Show, The Jetsons, Atom Ant, The Addams Family (la sèrie de 1973), o Scooby-Doo.
Les produccions de Hanna-Barbera per a televisió van assolir un gran èxit entre el públic.